# Plemyria
"Plemyria" was also invalidly established by Hübner for another geometer moth genus; see Orthonama.
Plemyria là một chi bướm đêm thuộc họ Geometridae.